# Serge Pey et la Boîte aux lettres du cimetière
Pour plus de détails, voir Fiche technique et Distribution.
Serge Pey et la Boîte aux lettres du cimetière est un film documentaire français de Francis Fourcou sorti en 2018. 

## Fiche technique
- Titre : Serge Pey et la Boîte aux lettres du cimetière
- Réalisation : Francis Fourcou
- Scénario : Francis Fourcou
- Photographie : Francis Fourcou
- Son : Agnès Mathon
- Montage et effets visuels : Clément Combes
- Pays d'origine :  France
- Société de production : Écransud
- Genre : Documentaire
- Durée : 85 minutes
- Date de sortie : 21 mars 2018

## Distribution
- Serge Pey